# Stephen Ward (calciatore)
Stephen Robert Ward (Dublino, 20 agosto 1985) è un ex calciatore irlandese, di ruolo difensore.

## Carriera

### Nazionale
Viene convocato per gli Europei 2016 in Francia.

## Palmarès

### Club

#### Competizioni nazionali
- Football League Championship: 2

Wolverhampton: 2008-2009
Burnley: 2015-2016